# 선배와 그녀
《선배와 그녀》(先輩と彼女, Senpai to Kanojo, Senior And Her)는 난바 아츠코가 그린 일본의 로맨스 소녀 만화 시리즈이다. 실사화된 영화판은 2015년 10월 17일 개봉되었다.

## 영화
《선배와 그녀》(先輩と彼女, Senior And Her)는 일본에서 제작된 이케다 치히로 감독의 2015년 멜로/로맨스 영화이다. 시손 쥰 등이 주연으로 출연하였다.

## 출연

### 주연
- 시손 쥰
- 요시네 쿄코

### 조연
- 코지마 리리아
- 토즈카 준키